# Miljan Mrdaković
Miljan Mrdaković (Servisch: Миљан Мрдаковић) (Niš, 6 mei 1982 – Belgrado, 22 mei 2020) was een Servisch voetballer. Mrdaković nam met zijn land deel aan de Olympische Spelen van 2008 in Peking.

## Biografie
Mrdaković ruilde in 1998 samen met Goran Lovre de jeugdopleiding van FK Partizan in voor die van RSC Anderlecht. Hij raakte er echter niet verder dan het B-elftal en werd in de winter van 2002 voor een half seizoen uitgeleend aan Eendracht Aalst. In de zomer van 2002 trok hij naar OFK Beograd, waar hij in het seizoen 2002/03 goed was voor 20 competitiegoals in de Prva savezna liga. AA Gent haalde hem in 2003 terug naar België om het vertrek van Alexandros Kaklamanos naar Standard Luik op te vangen, maar de uitleenbeurt bracht niet het gewenste resultaat en op het einde van het seizoen gingen speler en club in onderling overleg uit elkaar.
Mrdaković speelde na zijn vertrek bij Gent nog een half seizoen bij OFK Beograd en trok in januari 2005 naar Austria Salzburg. Daarna voetbalde hij ook nog in Oekraïne, Israël, Portugal, China, Cyprus, Singapore, Griekenland en Servië.
Mrdaković overleed op 22 mei 2020 op 38-jarige leeftijd. Het zou zijn gegaan om zelfdoding.
1 Stojković ·
2 Jovanović ·
3 Kolarov ·
4 Kačar ·
5 Rajković ·
6 Pavlović ·
7 Smiljanić ·
8 Gulan ·
9 Rakić ·
10 D. Tošić ·
11 Tadić ·
12 Fejsa ·
13 Mrdaković ·
14 Živković ·
15 Tomović ·
16 Z. Tošić ·
17 Stamenković ·
18 Kaluđerović ·
Coach: Đukić